# Sinem Ünsal
Sinem Ünsal (Smirne, 21 giugno 1993) è un'attrice turca.

## Biografia
Nata da madre di origine circassa e da padre di origine azera, si laurea in letteratura comparata e nel 2017 inizia la sua carriera di recitazione, ottenendo il ruolo di Günes nella serie Çoban Yıldızı. Nello stesso anno entra nel cast della serie Siyah Beyaz Aşk, interpretando Gülsüm Aslan. Nel 2018 e nel 2019 interpreta Sevgi Günay nella serie Kızım. Nel 2019 entra a far parte del cast principale della serie televisiva Il dottor Alì  ottenendo il ruolo di Nazlı Gulangul. Nel 2021 e nel 2022 recita nelle serie Elbet Bir Gün e Gizli Saklı. Nel 2024 interpreta İrem Dağıstan nella serie Senden Önce.

## Filmografia

### Televisione
- Çoban Yıldızı – serie TV, 8 episodi (Fox, 2017)
- Siyah Beyaz Aşk – serie TV, 32 episodi (Kanal D, 2017-2018)
- Kızım – serie TV, 34 episodi (TV8, 2018-2019)
- Il dottor Alì (Mucize Doktor) – serie TV, 64 episodi (Fox, 2019-2021)
- Elbet Bir Gün – serie TV, 6 episodi (Fox, 2021)
- Gizli Saklı – serie TV, 8 episodi (Fox, 2022)
- Senden Önce – serie TV, 3 episodi (Kanal D, 2024)

## Teatro
- Raif ile Letafet (2019)[8]
- Çin'den Mektup (2021)[9]
- Aydınlıkevler (2022)[10]

## Doppiatrici italiane
Nelle versioni in italiano dei suoi film e delle sue serie TV, Sinem Ünsal è stata doppiata da:
- Ludovica Bebi ne Il dottor Alì[11]